# Flughafen Mailand-Malpensa

i7
i11
i13
Der Flughafen Mailand-Malpensa (offiziell seit 11. Juli 2024 italienisch Aeroporto internazionale di Milano Malpensa «Silvio Berlusconi»; IATA-Code: MXP, ICAO-Code: LIMC) ist der größere der beiden internationalen Verkehrsflughäfen der norditalienischen Metropole Mailand und der zweitgrößte des Landes nach Rom-Fiumicino.
Weitere Flughäfen im Großraum Mailand sind der zentraler gelegene Flughafen Mailand-Linate sowie der rund 50 Kilometer entfernte, hauptsächlich von Billigfluggesellschaften genutzte Flughafen Bergamo. Betreibergesellschaft von Linate und Malpensa ist die Società per Azioni Esercizi Aeroportuali S.E.A. (kurz SEA S.p.A.).

## Lage
Der Flughafen liegt 46 Kilometer nordwestlich der Stadt Mailand in der benachbarten Provinz Varese, das Terminal und die entsprechenden Autobahnabfahrten befinden sich auf dem Gebiet von Vizzola Ticino. Der Flughafen befindet sich im Parco naturale lombardo della Valle del Ticino, der seit 2022 Teil des UNESCO-Liste der Biosphärenreservate ist.

## Geschichte
Die Brughiera-Ebene im Nordwesten von Mailand gilt als die Wiege des italienischen Flugzeugbaus. Bereits 1909 richteten die Flugpioniere Giovanni Battista Caproni und Giovanni Agusta bei Cascina Malpensa ein erstes Flugfeld ein. Kurz darauf entstanden bei den benachbarten Orten Lonate Pozzolo, Vizzola Ticino, Cascina Costa und Busto Arsizio weitere Flugfelder, die dem Flugzeugbau und dann vorwiegend militärischen Zwecken dienten. Nach dem Zweiten Weltkrieg wurden diese Flugfelder bis auf Malpensa und das benachbarte Cascina Costa (AgustaWestland) aufgegeben. Einige Kilometer weiter im Norden hielten sich hingegen die Werksflugplätze von Vergiate (SIAI-Marchetti) und Varese-Venegono (Aermacchi). Im Südwesten vervollständigt der Militärflugplatz Cameri mit den Produktionsanlagen von Alenia das Bild. Am Flughafen Malpensa dokumentiert das Luftfahrtmuseum Volandia die Geschichte des Flugzeugbaus in der Region.
1948 entschied man sich, das Flugfeld von Lonate Pozzolo zum neuen Verkehrsflughafen auszubauen. Es zeigte sich aber bald, dass die finanziellen Mittel für den neuen Flughafen mit den vier geplanten Start- und Landebahnen nicht ausreichten, weswegen die Regierung das Projekt fallen ließ und das Gebiet zum Truppenübungsplatz umfunktionierte. Daraufhin sprangen lombardische Industrielle ein, die eine Flughafenbetriebsgesellschaft gründeten und mit Unterstützung öffentlicher Stellen Malpensa ausbauten. Eine im Zweiten Weltkrieg gebaute und schwer beschädigte 1800 Meter lange Betonpiste (heute 17R/35L) wurde repariert und im Norden erste Abfertigungsanlagen gebaut. Bereits am 21. November 1948 landete versuchsweise eine viermotorige Breda-Zappata BZ.308 in Malpensa; den interkontinentalen Flugbetrieb, für den der Flughafen in erster Linie vorgesehen war, eröffnete am 2. Februar 1950 Trans World Airlines mit einer Verbindung nach New York. Nach einer ersten Kapitalbeteiligung im Jahr 1951 erhöhte die Stadt Mailand ihre Anteile am Flughafenbetreiber SEA bis 1955 auf 77 Prozent. Im Zug des weiteren Flughafenausbaus ab 1958 verlängerte man die bisherige Piste auf 3915 m (seinerzeit die längste Europas), baute westlich davon eine neue, zunächst 2628 m lange Parallelbahn (heute 17L/35R) und im Norden bis 1962 ein neues Terminal (heute T2). Ab 1960 konnten neue Langstreckenjets wie die Boeing 707 und die Douglas DC-8 den modernisierten Flughafen ohne Einschränkungen nutzen. Gleichzeitig wurden, gegen den Widerstand von Alitalia, alle Kurz- und Mittelstreckenverbindungen auf dem ebenfalls modernisierten, stadtnahen Flughafen Mailand-Linate konzentriert. Da in Mailand nur der Flughafen Malpensa über eine ausreichend lange Start- und Landebahn verfügt, wurde auf diesem Flughafen bis 1998 fast ausschließlich Langstreckenverkehr abgewickelt. Nach Abschluss der ersten, seit den 1970er Jahren geplanten Ausbau- und Modernisierungsarbeiten im Jahr 1998 musste man ausländische Fluggesellschaften mit Zwangsmaßnahmen zum (teilweisen) Umzug vom Flughafen Linate nach Malpensa bewegen. Alitalia verlegte den Schwerpunkt ihrer Tätigkeit von Rom-Fiumicino nach Malpensa, in das neu eröffnete Terminal 1 im Westen des Flughafengeländes.
Malpensas Entwicklung litt in den Jahren danach an der Entscheidung, den für Kurz- und Mittelstreckenflüge attraktiveren, weil stadtnahen Flughafen Linate nicht zu schließen. Da Linate mangels ausreichend langer Start- und Landebahn für Langstreckenflüge nicht genutzt werden kann, verfügt Mailand weder in Linate noch in Malpensa über ein wirkliches Luftfahrt-Drehkreuz. Beide Flughäfen konzentrieren sich jetzt auf den Point-to-Point-Verkehr. Besonders nachteilig für viele in Malpensa operierende Fluggesellschaften ist, dass der kommerzielle Verkehr in Linate Beschränkungen unterliegt. Im Kurz- und Mittelstreckensegment versuchen ausländische Fluggesellschaften daher, wieder in Linate Fuß zu fassen, darunter Air France. Die Anfang 2009 von Lufthansa in Malpensa angesiedelte Tochtergesellschaft Lufthansa Italia, die nach Alitalias Rückzug eine Marktlücke füllen wollte, stellte ihre Flüge zum Ende des Sommerflugplans 2011 aus wirtschaftlichen Gründen ein. Aus denselben Gründen musste Anfang 2020 Air Italy, die zuletzt in Malpensa ihr Hauptdrehkreuz aufbauen wollte, ihren Flugbetrieb ebenfalls einstellen.
Am 5. Juli 2024 wurde vom Verkehrsminister Matteo Salvini bekanntgegeben, dass nach Annahme eines entsprechenden Antrags durch die Zivilluftfahrtbehörde ENAC der Flughafen nach dem ehemaligen Ministerpräsidenten und Unternehmer Silvio Berlusconi umbenannt werden soll. Nach Salvinis Ministeriumszustimmung trat die ENAC-Verordnung in Kraft, womit der Flughafen seit 11. Juli 2024 den offiziellen Namen Aeroporto internazionale di Milano Malpensa «Silvio Berlusconi» trägt.

## Flughafenanlagen

Schematische Darstellung des Flughafens

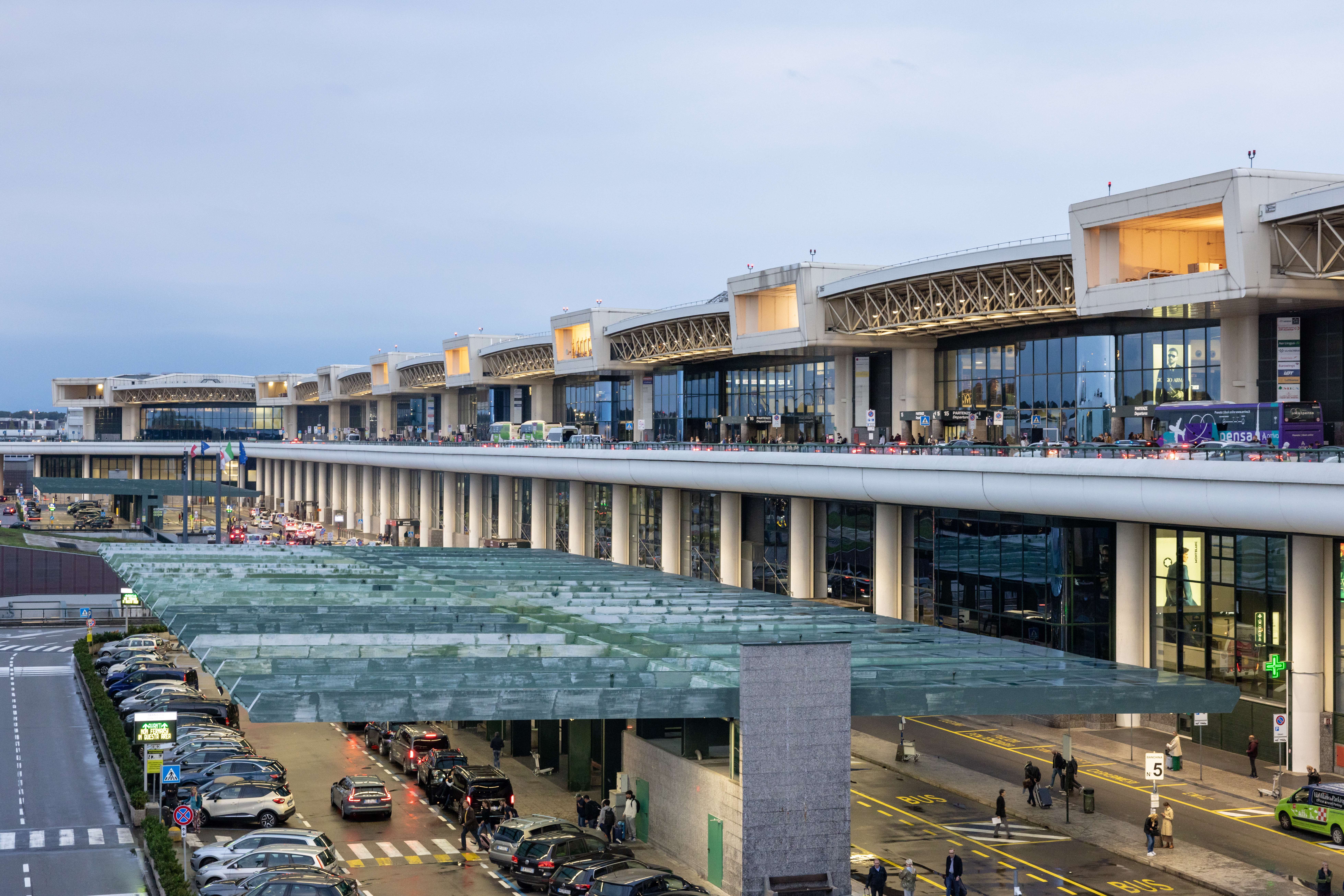
Terminal 1

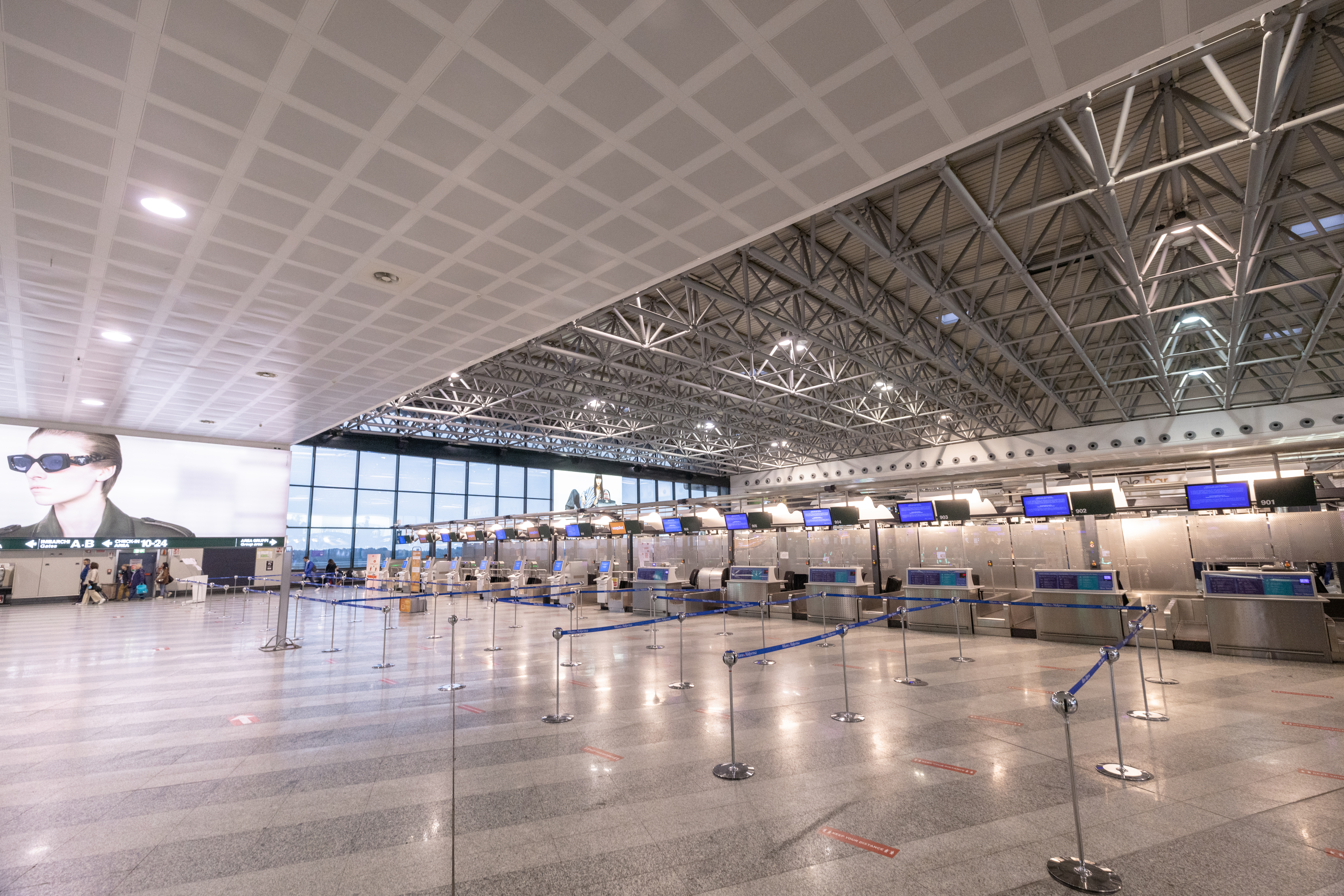
Terminal 1

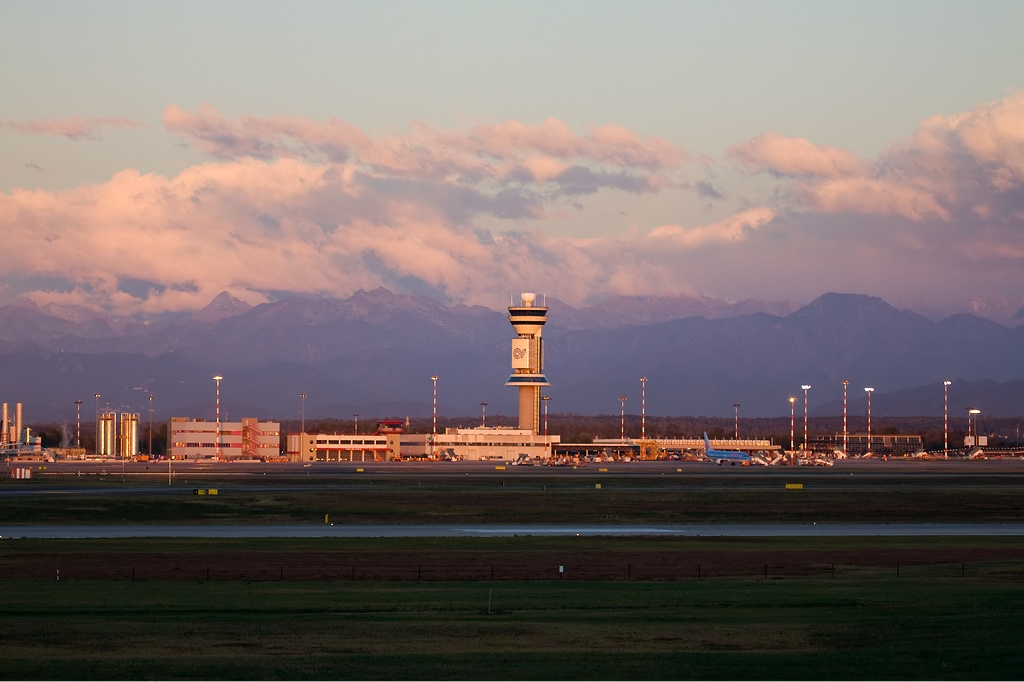
Malpensa, am Fuß der Alpen

Im 1998 eröffneten, auf der Westseite gelegenen Terminal 1 mit seinen drei Satelliten werden nationale und internationale Linien- und Charterflüge abgewickelt. Das alte Nordterminal, jetzt Terminal 2 genannt, nutzen vorwiegend Billigfluggesellschaften. Die beiden Passagierterminals haben jeweils einen eigenen Flughafenbahnhof. Im Südwesten befindet sich ein Frachtterminal.
Der Flughafen hat zwei parallele, in Nord-Süd-Richtung verlaufende, knapp vier Kilometer lange Start- und Landebahnen, die wegen ihrer geringen Entfernung voneinander nicht unabhängig betrieben werden können. Bis zur Expo 2015 sollte im Südwesten des Flughafens eine dritte Start- und Landebahn entstehen, wogegen sich die Anwohner (insbesondere des Dorfes Tornavento) lange gewehrt haben. Umweltschutzorganisationen sind entschieden gegen die neue Bahn, weil sich unmittelbar westlich der Naturpark Valle del Ticino entlang des Flusses Tessin anschließt, der auch vielen Zugvögeln auf ihrem Weg zwischen den Alpen und dem Mittelmeer als Orientierung und Landeplatz dient. Nachdem das Bauvorhaben 2013 vorerst auf Eis gelegt worden war, wurde es im 2020 vorgelegten Masterplan Malpensa 2035 nicht wieder aufgegriffen. Geplant ist hingegen im Bereich des Terminal 1 ein Pier in südlicher Richtung, bei Bedarf ein weiterer Ausbau des Terminals und ein viertes Satellitenterminal im Norden, ein als Airport City bezeichnetes Dienstleistungszentrum im Westen vor dem zentralen Terminalgebäude, sowie eine Erweiterung des Frachtbereichs im Süden.
Im Osten grenzen bei Cascina Costa Produktionsanlagen der Firma Leonardo an das Flughafengelände an.

## Fluggesellschaften und Ziele
Die Billigfluggesellschaft easyJet unterhält am Flughafen Mailand-Malpensa eine ihrer Basen. ITA Airways hat alle Mittelstreckenflüge von und nach Mailand in Linate konzentriert und bietet ab Malpensa seit Januar 2024 auch keine Langstreckenflüge mehr an.
Malpensa wird von rund 100 weiteren Fluggesellschaften angeflogen, darunter einige aus Amerika, Afrika und Asien. Von Bedeutung ist auch der Frachtverkehr.

## Verkehrsanbindung
- Bahn: Die Bahnstrecke zum Flughafen Malpensa führt über den Bahnhof am Terminal 1 bis zur Endhaltestelle am rund zwei Kilometer entfernten Terminal 2 und bindet beide Terminals direkt an die Stadt Mailand und die umliegende Region an. Der Malpensa Express erreicht den Flughafen alle 30 Minuten mit 29 bis 36 Minuten Fahrzeit ab dem Bahnhof Cadorna in der Innenstadt. Außerdem gibt es tagsüber alle 30 Minuten Züge vom Mailänder Hauptbahnhof über den Bahnhof Porta Garibaldi mit einer Fahrzeit von 43 bis 52 Minuten. Malpensa ist zudem Ausgangspunkt zweier Frecciarossa-Zugpaare, die via Milano Centrale nach Firenze SMN bzw. Napoli Centrale verkehren. Seit September 2011 verbindet Tilo den Flughafen zweistündlich mit Cadenazzo(–Bellinzona) im Schweizer Kanton Tessin.
- Bus: Vom Bahnhof Milano Centrale bieten mehrere Busunternehmen Shuttlebusse zum Flughafen an. Ebenso gibt es eine Verbindung nach Turin und eine Busverbindung ab Lugano/Mendrisio/Chiasso. Die Entfernung zum Flughafen beträgt ab Lugano 60 Kilometer.
- Auto: Über die A8 ist der Flughafen von Mailand aus in 45 Minuten zu erreichen.

## Verkehrszahlen
Im Jahr 2019 übernahm Malpensa für drei Monate größtenteils den kommerziellen Verkehr von Linate, weil dort die Start- und Landebahn grundsaniert wurde.
| Jahr | Fluggastaufkommen | Luftfracht (Tonnen) (mit Luftpost) | Flugbewegungen |
| ---- | ----------------- | ---------------------------------- | -------------- |
| 2024 | 28.910.368        | 731.641                            | 214.511        |
| 2023 | 26.076.714        | 671.908                            | 201.958        |
| 2022 | 21.347.652        | 721.255                            | 186.626        |
| 2021 | 9.622.464         | 747.242                            | 118.341        |
| 2020 | 7.241.766         | 516.740                            | 92.432         |
| 2019 | 28.846.299        | 558.482                            | 234.054        |
| 2018 | 24.725.490        | 572.775                            | 194.515        |
| 2017 | 22.169.167        | 589.719                            | 178.953        |
| 2016 | 19.420.690        | 548.767                            | 166.842        |
| 2015 | 18.582.043        | 511.191                            | 160.484        |
| 2014 | 18.853.203        | 469.657                            | 166.749        |
| 2013 | 17.955.075        | 430.343                            | 164.745        |
| 2012 | 18.537.301        | 414.317                            | 174.892        |
| 2011 | 19.303.131        | 450.446                            | 190.838        |
| 2010 | 18.947.808        | 432.674                            | 193.771        |
| 2009 | 17.551.635        | 344.047                            | 187.551        |
| 2008 | 19.221.632        | 415.952                            | 218.476        |
| 2007 | 23.885.391        | 486.666                            | 267.941        |
| 2006 | 21.767.267        | 419.128                            | 247.456        |
| 2005 | 19.630.514        | 384.752                            | 227.718        |
| 2004 | 18.554.874        | 361.237                            | 218.048        |
| 2003 | 17.621.585        | 362.587                            | 213.554        |
| 2002 | 17.441.250        | 328.241                            | 214.886        |
| 2001 | 18.570.494        | 323.707                            | 236.409        |
| 2000 | 20.716.815        | 301.045                            | 249.107        |

## Zwischenfälle
- Am 23. Dezember 1951 überrollte eine Douglas DC-6 der italienischen Linee Aeree Italiane (Luftfahrzeugkennzeichen I-LUCK) bei der Landung auf dem Flughafen Mailand-Malpensa das Landebahnende. Das Flugzeug wurde irreparabel beschädigt. Alle 28 Insassen, vier Besatzungsmitglieder und 24 Passagiere, überlebten den Unfall.[17]

- Am 26. Juni 1959 wurde eine Lockheed L-1649 Starliner der TWA (N7313C) auf dem planmäßigen Flug von Mailand nach Paris-Orly etwa 15 Minuten nach dem Start vom Flughafen Mailand-Malpensa vermutlich von einem Blitz getroffen. Anschließend explodierten mindestens zwei Treibstofftanks; die Maschine stürzte 32 km nordwestlich von Mailand bei Varese ab. Alle auf dem Flugplan angegebenen 68 Menschen an Bord starben, außerdem ein ungeborenes Kind und ein weiteres Kleinkind, das vermutlich unangemeldet mit an Bord genommen wurde (siehe auch Trans-World-Airlines-Flug 891).[18]

- Am 18. Februar 1966 verunglückte eine Douglas DC-6B der Belgian International Air Services (OO-ABG) bei der Landung auf dem Flughafen Mailand-Malpensa. Zum Zeitpunkt des Unfalls herrschten mit 250 Meter schlechte Sichtbedingungen – weit unter den vorgeschriebenen Minima. Das Frachtflugzeug kollidierte mit Bäumen und ging in Flammen auf. Die in Brüssel gestartete Maschine war mit 214 Kälbern beladen. Alle 4 Insassen, die drei Besatzungsmitglieder und ein Passagier, sowie die Tiere wurden getötet.[19]